# Thongchai Rungreangles
Thongchai Rungreangles (* 8. Dezember 1986 in Phrae) ist ein thailändischer Fußballtrainer.

## Karriere
Thongchai Rungreangles startete seine Trainerkarriere im Februar 2015 als Co-Trainer der thailändischen U19-Nationalmannschaft. Von Juli 2018 bis Oktober 2018 trainierte er gleichzeitig die thailändische U16-Nationalmannschaft. Beim thailändischen Verband stand er bis Dezember 2018 unter Vertrag. Ende Dezember 2018 übernahm er das Amt des Nachwuchskoordinators beim BG Pathum United FC. Das Amt übte er bis Juni 2020 aus. Ende Juni 2020 ging er nach Kambodscha, wo das Amt des Cheftrainers beim Erstligisten Prey Veng FC in Prey Veng übernahm. Hier stand er bis Februar 2022 an der Seitenlinie. Im Februar 2022 kehrte er nach Thailand zurück. Hier unterschrieb er einen Vertrag als Cheftrainer beim Zweitligisten Phrae United FC in Phrae.